# Achaiko
Achaiko (în greacă Αχαϊκό) este un sat din Grecia în prefectura Ahaia. E la 10 km sud-est de Kato Achaia, 5 km sud-vest de Alissos, 28 km sud de Patras